# Вілл Кротерс
Вілл Кротерс  (англ. Will Crothers, 14 червня 1987) — канадський веслувальник, олімпійський медаліст. Срібний (2006) та бронзовий (2011) призер чемпіонатів світу. Дворазовий чемпіон Панамериканських ігор (2015).

## Виступи на Олімпіадах
| Олімпіада   | Дисципліна                     | Місце |
| ----------- | ------------------------------ | ----- |
| Лондон 2012 | вісімка розстібна зі стерновим | 2     |
| Ріо 2016    | четвірка                       | 6     |
| Токіо 2020  | четвірка                       | 8     |